# Middle of the road (música)
El Middle of the road (también conocido por sus siglas MOR) es un formato de radio comercial y un género de música popular. La música asociada con este término es fuertemente melódica y utiliza técnicas de armonía vocal y arreglos orquestales ligeros. El formato finalmente fue rebautizado como contemporáneo suave para adultos.

## Etimología y uso
Según el académico musical Norman Abjorensen, "middle of the road" se ha referido a un formato de radio comercial más a menudo que a un género musical, aunque "se ha utilizado para describir un tipo amplio de música" de numerosos estilos, generalmente caracterizados por técnicas de armonía vocal, melodías prominentes y arreglos orquestales sutiles. El MOR se usa con cierta frecuencia como un término despectivo para este tipo de música. Las estaciones de radio que reproducían estándares para adultos durante las décadas de 1960 y 1970 se comercializaron como "radio MOR" para diferenciarlas de las estaciones de Top 40 y rock. Middle of the road se asoció famosamente con las estaciones de MetroMedia Radio;  Su estación insignia era WNEW 1130 AM en Nueva York. La creación del género MOR fue un resultado evolutivo de la renuencia de WNEW a seguir el dominio del Top 40 y adherirse a las voces masculinas y femeninas tradicionales como Frank Sinatra, Tony Bennett, Ella Fitzgerald y Peggy Lee. El término "Middle of Road" fue creación del director de programación de WNEW, Dick Carr.
Grupos de soft rock como the Association, the 5th Dimension, los Bee Gees, the Johnny Mann Singers y Simon & Garfunkel se infiltraron en el mercado de MOR a finales de los años 1960. A principios de los años 1970, Bread, the Carpenters y John Denver fueron artistas notables en el género intermedio de la carretera.  En su artículo "Christgau's Record Guide: The '80s" (1990), Robert Christgau dijo que el MOR "se aplicaba a formatos de radio que evitaban o imponían restricciones estrictas de tempo y volumen al rock, aunque 'lite' y 'música contemporánea para adultos' son ahora las evasiones preferidas".

## Formato tradicional
La categoría de música de gama media ha incluido tradicionalmente estos géneros:
- Easy listening[5]
- Pop tradicional y, posteriormente, grabaciones revivalistas del estilo[6][7]
- Baladas orquestales
- Show tunes
- Melodías de Smooth jazz
- Canciones y melodías de Soft rock
- Baladas Countrypolitan

## Cima
Como formato de radio AM en los Estados Unidos y Canadá, el apogeo de MOR fue la década de 1960 y 1970. Las estaciones de radio AM de 50.000 vatios WLW en Cincinnati, Ohio; WJR en Detroit, Michigan; WNEW en la ciudad de Nueva York, Nueva York;  WCCO en Minneapolis, Minnesota; KMPC en Los Ángeles, California; KIRO y KOMO en Seattle, Washington; WTIC en Hartford, Connecticut; y las estaciones canadienses CFRB en Toronto, Ontario y CKNW en Vancouver, Columbia Británica, eran conocidas como estaciones "MOR de servicio completo" con una programación programada distinta a la música MOR. Aunque no era una estación de 50.000 vatios, WMAL en Washington D. C. logró algunos de los índices de audiencia y los ingresos más altos de todas las estaciones de radio del país al programar música MOR, noticias, deportes y locutores muy populares. 
Con el tiempo, a medida que los grupos demográficos de oyentes envejecían y la música popular migraba a la radio FM, las estaciones MOR se encontraron compitiendo con las estaciones FM de adult contemporary y las estaciones AM que transmitían los formatos Music in your life y adult standards. En respuesta, la mayoría eliminó la música y transmitió solo programas de noticias y entrevistas; algunas continuaron reproduciendo música MOR hasta principios de la década de 1990. MOR (o al menos formatos que guardaban una gran similitud con MOR) todavía estaban disponibles hasta 2013; la red Memories/Unforgettable Favorites, un servicio satelital MOR a nivel nacional, estuvo disponible hasta 2006. Muchos de los estilos y géneros de música que tradicionalmente se habían escuchado en estaciones con formato MOR se escuchan actualmente en estaciones con formato estándar para adultos.

## Crítica
En los últimos años, los aficionados a la música de géneros específicos han utilizado de forma peyorativa el término "middle of the road" para describir a los músicos que evitan el material "atrevido" (innovador) y que calibran su atractivo musical en función del gusto musical comercial y popular. Artistas como Westlife (pop), Kenny Rogers (country)  y Train (rock) se consideran intermedios.
Además, MOR se ha utilizado para describir de manera peyorativa el progreso creativo y comercial de una banda musical desde el camino innovador hasta el camino probado y verdadero del catálogo pop.  Por ejemplo, la reseña de Pitchfork' de Rio de Duran Duran afirma: "La banda salpicó los años 80 con una serie de sencillos candentes (la mayoría de los cuales se pueden encontrar en el imparable lado A de Rio) antes de partir hacia el país MOR". mientras que en una reseña posterior de X&Y de Coldplay, Pitchfork escribe que: "U2 grabó 'I Will Follow', 'New Year's Day', 'Bad', y The Joshua Tree, entre otras, antes de que ellos se adentraran en el desierto de MOR".

## Lectura adicional
- Engstrom, Erika (2004). «Middle of the Road Format».  En Sterling, Christopher H., ed. Encyclopedia of Radio. Routledge. ISBN 1135456496.

- Datos: Q3328660